# Campionati europei di lotta 2009
I campionati europei di lotta 2009 sono stati la 61ª edizione della manifestazione continentale organizzata dalla FILA. Si sono svolti dal 31 marzo al 5 aprile 2009 a Vilnius, in Lituania.

## Podi

### Lotta libera maschile
| Evento | Oro                        | Argento              | Bronzo               |
| 55 kg  | Nariman Israpilov          | Besarion Gochashvili | Vladislav Andreev    |
| 55 kg  | Nariman Israpilov          | Besarion Gochashvili | Radoslav Velikov     |
| 60 kg  | Zelimkhan Huseynov         | Adam Batirov         | Malkhaz Kurdiani     |
| 60 kg  | Zelimkhan Huseynov         | Adam Batirov         | Vasyl Fedoryshyn     |
| 66 kg  | Andriy Stadnik             | Jabrail Hasanov      | Malkhaz Muziashvili  |
| 66 kg  | Andriy Stadnik             | Jabrail Hasanov      | Zhirayr Hovhannisyan |
| 74 kg  | Chamsulvara Chamsulvarayev | Fırat Binici         | Kiril Terziev        |
| 74 kg  | Chamsulvara Chamsulvarayev | Fırat Binici         | Murad Hajdaraŭ       |
| 84 kg  | Soslan Ktsoyev             | Ibrahim Aldatov      | Novruz Temrezov      |
| 84 kg  | Soslan Ktsoyev             | Ibrahim Aldatov      | Gökhan Yavaşer       |
| 96 kg  | Khetag Gazyumov            | Georgy Ketoev        | Serhat Balcı         |
| 96 kg  | Khetag Gazyumov            | Georgy Ketoev        | Edgar Yenokyan       |
| 120 kg | Ali Isayev                 | Ruslan Basiev        | Vasili Tismenetski   |
| 120 kg | Ali Isayev                 | Ruslan Basiev        | Recep Kara           |

### Lotta greco-romana maschile
| Evento | Oro               | Argento             | Bronzo                |
| 55 kg  | Jani Haapamäki    | Mariusz Łoś         | Aleksandar Kostadinov |
| 55 kg  | Jani Haapamäki    | Mariusz Łoś         | Bekhan Mankiev        |
| 60 kg  | Islambek Albiev   | Edward Barsegjan    | Ivo Angelov           |
| 60 kg  | Islambek Albiev   | Edward Barsegjan    | Eusebiu Diaconu       |
| 66 kg  | Ambako Vachadze   | Mikhail Siamionau   | Sharur Vardanyan      |
| 66 kg  | Ambako Vachadze   | Mikhail Siamionau   | Manuchar Tskhadaia    |
| 74 kg  | Arsen Julfalakyan | Volodymyr Shatskykh | Selçuk Çebi           |
| 74 kg  | Arsen Julfalakyan | Volodymyr Shatskykh | Aliaksandr Kikiniou   |
| 84 kg  | Alexei Mishin     | Nazmi Avluca        | Vitaliy Lishchynskyy  |
| 84 kg  | Alexei Mishin     | Nazmi Avluca        | Shalva Gadabadze      |
| 96 kg  | Aslanbek Khushtov | Mindaugas Ežerskis  | Marek Švec            |
| 96 kg  | Aslanbek Khushtov | Mindaugas Ežerskis  | Jimmy Lidberg         |
| 120 kg | Yury Patrikeyev   | Jalmar Sjöberg      | Mihály Deák-Bárdos    |
| 120 kg | Yury Patrikeyev   | Jalmar Sjöberg      | Nico Schmidt          |

### Lotta libera femminile
| Evento | Oro                  | Argento               | Bronzo              |
| 48 kg  | Marija Stadnyk       | Estera Dobre          | Sarianne Savola     |
| 48 kg  | Marija Stadnyk       | Estera Dobre          | Lilia Kaskarakova   |
| 51 kg  | Ekatarina Krasnova   | Emese Szabó           | Yuliya Blahinya     |
| 51 kg  | Ekatarina Krasnova   | Emese Szabó           | Francine De Paola   |
| 55 kg  | Nataliya Synyshyn    | Alena Filipava        | Natalya Smirnova    |
| 55 kg  | Nataliya Synyshyn    | Alena Filipava        | Ana Maria Pavăl     |
| 59 kg  | Johanna Mattsson     | Irina Khariv          | Yulia Rekvava       |
| 59 kg  | Johanna Mattsson     | Irina Khariv          | Meryem Selloum      |
| 63 kg  | Monika Michalik      | Alena Kartashova      | Henna Johansson     |
| 63 kg  | Monika Michalik      | Alena Kartashova      | Stefanie Stüber     |
| 67 kg  | Kateryna Burmistrova | Zumrud Gurbanhajiyeva | Ralitsa Ivanova     |
| 67 kg  | Kateryna Burmistrova | Zumrud Gurbanhajiyeva | Yulia Bartnovskaia  |
| 72 kg  | Stanka Zlateva       | Alena Starodubtseva   | Agnieszka Wieszczek |
| 72 kg  | Stanka Zlateva       | Alena Starodubtseva   | Svetlana Saenko     |

## Medagliere
| Pos. | Paese       | Oro | Argento | Bronzo | Totale |
| ---- | ----------- | --- | ------- | ------ | ------ |
| 1    | Russia      | 7   | 4       | 5      | 16     |
| 2    | Azerbaigian | 5   | 2       | 2      | 9      |
| 3    | Ucraina     | 3   | 3       | 5      | 11     |
| 4    | Armenia     | 2   | 1       | 2      | 5      |
| 5    | Polonia     | 1   | 2       | 1      | 4      |
| 6    | Svezia      | 1   | 1       | 3      | 5      |
| 7    | Bulgaria    | 1   | 0       | 5      | 6      |
| 8    | Finlandia   | 1   | 0       | 1      | 2      |
| 9    | Turchia     | 0   | 2       | 4      | 6      |
| 10   | Bielorussia | 0   | 2       | 3      | 5      |
| 11   | Georgia     | 0   | 1       | 3      | 4      |
| 12   | Romania     | 0   | 1       | 2      | 3      |
| 13   | Ungheria    | 0   | 1       | 1      | 2      |
| 14   | Lituania    | 0   | 1       | 0      | 1      |
| 15   | Germania    | 0   | 0       | 2      | 2      |
| 16   | Francia     | 0   | 0       | 1      | 1      |
| 16   | Rep. Ceca   | 0   | 0       | 1      | 1      |
| 16   | Italia      | 0   | 0       | 1      | 1      |

## Classifica squadre
| Pos. | Lotta libera maschile | Lotta libera maschile | Lotta greco-romana | Lotta greco-romana | Lotta libera femminile | Lotta libera femminile |
| Pos. | Squadra               | Punti                 | Squadra            | Punti              | Squadra                | Punti                  |
| ---- | --------------------- | --------------------- | ------------------ | ------------------ | ---------------------- | ---------------------- |
| 1    | Azerbaigian           | 63                    | Russia             | 54                 | Russia                 | 60                     |
| 2    | Russia                | 43                    | Polonia            | 31                 | Ucraina                | 49                     |
| 3    | Ucraina               | 41                    | Armenia            | 29                 | Polonia                | 42                     |
| 4    | Turchia               | 39                    | Azerbaigian        | 29                 | Romania                | 27                     |
| 5    | Armenia               | 38                    | Bielorussia        | 26                 | Azerbaigian            | 26                     |
| 6    | Georgia               | 37                    | Svezia             | 25                 | Svezia                 | 26                     |
| 7    | Bulgaria              | 27                    | Turchia            | 24                 | Ungheria               | 21                     |
| 8    | Bielorussia           | 21                    | Georgia            | 22                 | Bielorussia            | 21                     |
| 9    | Moldavia              | 17                    | Ucraina            | 21                 | Spagna                 | 19                     |
| 10   | Grecia                | 11                    | Bulgaria           | 20                 | Bulgaria               | 18                     |